# Syzygotettix vicinus
Syzygotettix vicinus är en insektsart som beskrevs av Günther, K. 1938. Syzygotettix vicinus ingår i släktet Syzygotettix och familjen torngräshoppor. Inga underarter finns listade i Catalogue of Life.